# Love Commandos
Comando del Amor (en inglés: Love Commandos) es una organización voluntaria sin fines de lucro en la India que ayuda y protege a las parejas enamoradas del acoso y los asesinatos por honor. 

## Historia
La organización protegió a miles de jóvenes que buscaban casarse fuera de su casta, religión o clan y que temían que sus familias pudieran matarlos por ello.
Proporcionan alojamiento, asistencia jurídica y protección a parejas que buscan su ayuda y que están siendo perseguidas por la familia y la sociedad por querer casarse basándose únicamente en la atracción y el amor mutuos. Su lema es: No más asesinatos por honor (no more honor killings).
La organización presente en India, además de en Nepal, Bangladesh y Pakistán.